# Арош, Серж
Серж Аро́ш (фр. Serge Haroche; род. 11 сентября 1944) — французский физик, лауреат нобелевской премии по физике 2012 года (совместно с Дэвидом Уайнлендом) с формулировкой за «создание прорывных технологий манипулирования квантовыми системами, которые сделали возможными измерение отдельных квантовых систем и управление ими».

## Биография
Серж Арош родился 11 сентября 1944 года в Касабланке, в еврейской семье марокканского (по отцу) и российского (по матери) происхождения. Его мать — уроженка Одессы Валентина Арош (урождённая Рублёва, 1921—1998) — работала учительницей, отец — Альбер Арош (1920—1998, родом из Марракеша) — был адвокатом. Его бабушка и дедушка (Исаак и Эстер Арош) возглавляли школу Всемирного еврейского союза École de l’Alliance Israélite. Бабушка и дедушка по материнской линии, врачи Александр Рублёв и София Фромштейн, покинув в начале 1920-х годов Советский Союз поселились в Париже, а оттуда перебрались в Касабланку.
Когда Сержу было 12 лет, Марокко провозгласило независимость, и его семья переехала во французскую метрополию. Учился в Политехнической школе, Высшей нормальной школе и Парижском университете (1963—1967). В 1971 году под руководством Клода Коэна-Таннуджи защитил диссертацию в Университете Пьера и Марии Кюри.
Арош работал научным сотрудником Национального центра научных исследований (CNRS, 1967—1975), затем на протяжении года стажировался в Стэнфордском университете в группе Артура Шавлова. В 1975 году он был назначен профессором Университета Пьера и Марии Кюри. В 1974—1984 годах преподавал также в парижской Политехнической школе. В 1994—2000 годах возглавлял отделение физики Высшей нормальной школы. С 2001 года — профессор Коллеж де Франс, где он заведует кафедрой квантовой механики (с сентября 2012 года также администратор колледжа).
Серж Арош является членом Французского, Европейского и Американского физических обществ, а также иностранным членом Российской академии наук.

## Семья
Жена — социолог Клодин Арош (урождённая Зелигсон), эмерит-директор исследований Национального центра научных исследований, автор нескольких монографий по социологии политических убеждений и, как и муж, из семьи российских эмигрантов. Двое детей.
Племянник — певец и автор-исполнитель Рафаэль Арош (род. 1975).

## Избранные работы
- Exploring the Quantum — Atoms, Cavities and Photons (with Jean-Michel Raimond) Oxford University Press, September 2006, ISBN 978-0-19-850914-1

## Награды
- 1992 — Премия Гумбольдта
- 1993 — Медаль Альберта Майкельсона
- 2000 — Мемориальная лекция Манне Сигбана
- 2002 — International Quantum Communication Award
- 2002 — Премия в области квантовой электроники и оптики
- 2007 — Премия Таунса[21]
- 2009 — Золотая медаль Национального центра научных исследований
- 2012 — Нобелевская премия по физике (совместно с Дэвидом Уайнлендом)
- 2013 — Шрёдингеровская лекция (Венский центр квантовой науки и технологии)
- 2013 — Серебряная медаль председателя Сената Чехии (Чехия)[22]
- 2014 — Шрёдингеровская лекция (Имперский колледж Лондона)

## Общественная деятельность
В 2016 году подписал письмо с призывом к Greenpeace, Организации Объединенных Наций и правительствам всего мира прекратить борьбу с генетически модифицированными организмами (ГМО).